# XLII Esposizione internazionale d'arte di Venezia
La 42ª Biennale Internazionale d'Arte di Venezia ebbe luogo dal 26 giugno al 28 settembre 1986.

## Curatore
Maurizio Calvesi Arturo Schwartz

## Leone d'oro
Frank Auerbach, Daniel Buren, Fausto Melotti, Sigmar Polke

## Artisti partecipanti
- Hans Arp
- Frank Auerbach
- Imre Bak
- Giacomo Balla
- Franco Berdini[1]
- Miguel Berrocal[2]
- Max Bill
- Akos Birkas
- Alighiero Boetti
- Constantin Brancusi
- Victor Brauner
- André Breton
- Marcel Broodthaers
- Daniel Buren
- Marco Bussagli
- Jean-Marc Bustamante
- Alexander Calder
- Antonio Calderara
- Leonora Carrington
- Giorgio de Chirico
- Joseph Cornell
- Tony Cragg
- Enzo Cucchi
- Salvador Dalí
- Sonia Delaunay
- Paul Delvaux
- Jean Dubuffet
- Marcel Duchamp
- Max Ernst
- Erró
- Jean Fautrier
- Lucio Fontana
- Ludger Gerdes
- Alberto Giacometti
- Natal'ja Gončarova
- Camille Graeser
- Hans Hartung
- Erich Heckel
- Roni Horn
- Alexej von Jawlensky
- Jasper Johns
- Vasilij Kandinskij
- Karolyn Kelemen
- Ernst Ludwig Kirchner
- Fernand Khnopff
- Paul Klee
- Yves Klein
- Willem de Kooning
- František Kupka
- Mikhail Larionov
- Jean-Jacques Lebel
- Fernand Léger
- Roy Lichtenstein
- El Lissitzky
- August Macke
- John McCracken
- René Magritte
- Kazimir Malevič
- Man Ray
- Piero Manzoni
- Franz Marc
- André Masson
- Georges Mathieu
- Roberto Matta
- Fausto Melotti
- Henri Michaux
- Joan Miró
- Giorgio Morandi
- Marcello Morandini
- Gustave Moreau
- François Morellet
- Istvan Nadler
- Isamu Noguchi
- Emil Nolde
- Luigi Ontani
- Meret Oppenheim
- Mimmo Paladino
- Claudio Palmieri
- Claudio Parmiggiani
- Francis Picabia
- Pablo Picasso
- Michelangelo Pistoletto
- Sigmar Polke
- Félicien Rops
- Alberto Savinio
- Kurt Schwitters
- Gino Segantini
- Kurt Seligmann
- Nunzio di Stefano
- Franz von Stuck
- Yves Tanguy
- Antoni Tàpies
- Marianne Tischler[3]
- Mark Tobey
- Georges Vantongerloo
- Victor Vasarely
- Emilio Vedova
- Jan Vercruysse
- Andy Warhol